# Habrovany (Moravia meridionale)
Habrovany (in tedesco Habrowan) è un comune della Repubblica Ceca facente parte del distretto di Vyškov, in Moravia Meridionale.
Si trova a pochi chilometri da Brno e risale al 1350 d.C. I primi ritrovamenti risalgono all'età del bronzo. È situata a circa 3 km dalla città di Rousínov, e fino agli inizi degli anni '90 era amministrativamente unita al vicino villaggio di Olsany, distante 1,5 km. La zona circostante è conosciuta per aver ospitato alcune delle più famose battaglie di Napoleone Bonaparte (battaglia di Austerlitz, oggi Slavkov u Brna), ricordata con numerosi monumenti e ricostruzioni storiche.  L'edificio più famoso è il castello conosviuto come Habrovanský, situato all'ingresso del paese provenendo da Rousinov, che attualmente ospita un istituto per disabili che ospita circa 60-80 persone. Un altro importante edificio in Habrovany è la chiesa della Santissima Trinità, che si trova nei pressi del castello, all'inizio del paese.